# Emil Andreșan
Emil Andreșan (n.21 februarie 1877, Urca – d. 8 octombrie 1945, Gheja) a fost un deputat în Marea Adunare Națională de la Alba Iulia, organismul legislativ reprezentativ al „tuturor românilor din Transilvania, Banat și Țara Ungurească”, cel care a adoptat hotărârea privind Unirea Transilvaniei cu România, la 1 decembrie 1918.:p. 77

## Biografie
Emil Andreșan, născut în anul 1877 în localitatea Urca, urmează studiile la Facultatea de Teologie din Blaj, iar mai apoi începe cursurile Dreptului canonic la Budapesta. Ajunge în funcția de preot la Grebenișu de Câmpie, administrator parohial în Sântana de Mureș și paroh în Băla. Pe lângă aceste funcții clericale, Andreșan ocupă și câteva poziții politice fiind membru al Consiliului Național Român comitatens Mureș-Turda, președinte al Senatului Național Român din Băla și membru al Partidului Poporului. Este ales senator între anii 1920-1922 după care va fi numit și membru al P.N.L. fiind ales și membru al Consiliului Județean. Sfârșitul vieții îi survine în data de 8 octombrie a anului 1945, la Gheja, în județul Mureș.

## Activitatea politică
A fost ales ca delegat supleant al cercului electoral Reghin la Marea Adunare Națională de la Alba Iulia din data de 1 decembrie 1918.:p. 245

## Decorații
Domnului Emil Andreșan i s-a conferit ordinul Coroana României în grad de cavaler.:p. 245